# Dereli (Pertek)
Dereli ist ein Dorf (Köy) im Landkreis Pertek der türkischen Provinz Tunceli. Im Jahr 2011 lebten in Dereli 96 Menschen. Die lokale Wirtschaft basiert auf Landwirtschaft und Viehzucht.
Die Provinzhauptstadt Tunceli liegt  58 Kilometer und die Stadt Pertek fünf Kilometer entfernt.
| Bevölkerungsentwicklung | Bevölkerungsentwicklung |
| ----------------------- | ----------------------- |
| Jahr                    | Einwohner               |
| 2007                    | 135                     |
| 2000                    | 126                     |
| 1997                    | 125                     |